# Sant Llorenç de Cerdans (església)
Sant Llorenç de Cerdans és l'església parroquial de la vila i del terme del mateix nom, a la comarca del Vallespir (Catalunya del Nord).
Està situada en el punt més alt de la vila de Sant Llorenç de Cerdans, al centre de la cellera primigènia de la vila.
Aquesta església depenia de la de Santa Maria de Costoja, i a través d'ella, de Santa Maria d'Arles. L'abat d'aquest monestir exercia de senyor del lloc,. No es produí la independència de Costoja fins al segle xvii, quan la vila de Sant Llorenç de Cerdans havia adquirit prou solvència per actuar com a parròquia independent.
D'origen possiblement més antic, fou consagrada de bell nou, després d'una reconstrucció feta per l'abat d'Arles, el 1159, pel bisbe d'Elna Artau. Consta que en l'acte de consagració, l'abat d'Arles donà un espai de dotze passes al voltant de l'església, i el bisbe beneí aquest espai per a cementiri. Quedava així definit l'espai que havia estat definit com a terra sagrada a les Assemblees de Pau i Treva de Toluges. El 1414 l'abat d'Arles encara va manar el seu nunci que fes una proclama per tal que ningú s'acostés a aquest espai amb una ballesta tensada.
Parròquia des del segle xvii, l'església fou engrandida el segle xviii, moment en què s'afegí el campanar. El conjunt amenaçava ruïna el segle xix, i fou refeta del tot entre el 1833 i el 1884, i no sembla que romangui dempeus cap element del temple romànic.